# Juryj Bandažeuski
Juryj Bandažeuski (bělorusky Юрый Бандажэўскі, rusky Юрий Иванович Бандажевский  – Jurij Ivanovič Bandaževskij; * 9. ledna 1957, Bělorusko) je běloruský vědec, profesor lékařství a bývalý rektor Lékařského institutu v Homelu.
Studoval v Grodnu a posléze se zaměřil na výzkum následků Černobylské havárie. V červnu 2001 byl odsouzen na osm let vězení za údajné braní úplatků od rodičů studentů. Zdůvodnění, důkazy i proces samotný byly některými ochránci lidských práv zpochybňovány s tím, že skutečný důvod je politický a souvisí s výzkumem následku jaderné havárie. Podle organizace Amnesty International se jednalo o vězně svědomí.
Po propuštění v roce 2005 se přesunul do Clermont-Ferrand ve Francii, kde mu bylo umožněno pokračovat ve výzkumu.